# Болч (кратер)
Кратер Болч је ударни метеорски кратер на површини планете Венере. Налази се на координатама 29,9° северно и 77,1 западно (планетоцентрични координатни систем +Е 0-360) и са пречником од 40 км међу кратерима је средње величине на површини ове планете. Један је од ретких тектонски модификованих кратера, што указује на постојање некадашње тектонске активности .
Кратер је име добио према америчкој списатељици, економисти и добитници Нобелове награде за мир 1946. Емили Грин Болч (1867—1961), а име кратера је 199а. усвојила Међународна астрономска унија.